# وست مونکتون
وست مونکتون (به انگلیسی: West Monkton) یک روستا و محله مدنی در بریتانیا است که در تاونتون دین واقع شده‌است. وست مونکتون ۲٬۷۸۷ نفر جمعیت دارد.